# Tack att du, Herre, valt mig att tjäna
Tack att du, Herre, valt mig att tjäna är en sång från 1972 med text och musik av frälsningsofficeren Peter Linck.
Sången skrevs efter att Linck hade sålt sin taxirörelse och sin bostadsrätt i Stockholm för att istället påbörja sina studier vid Frälsningsarméns officersskola.

## Publicerad i
- Frälsningsarméns sångbok 1990 som nr 523 under rubriken "Lovsång, tillbedjan och tacksägelse".
- Sångboken 1998 som nr 123.